# Qurddağ
Qurddağ är ett berg i Azerbajdzjan.   Det ligger i distriktet Şəki Rayonu, i den centrala delen av landet, 230 km väster om huvudstaden Baku. Toppen på Qurddağ är 406 meter över havet, eller 101 meter över den omgivande terrängen. Bredden vid basen är 2,5 km.
Terrängen runt Qurddağ är platt söderut, men norrut är den kuperad. Närmaste större samhälle är Byuyuk-Dakhne, 15,7 km nordväst om Qurddağ. 
Trakten runt Qurddağ består till största delen av jordbruksmark. Runt Qurddağ är det ganska glesbefolkat, med 38 invånare per kvadratkilometer.